# Newarthill
Newarthill es una localidad situada en el concejo de North Lanarkshire, en Escocia (Reino Unido), con una población estimada a mediados de 2016 de 6360 habitantes.
Se encuentra ubicada en el centro de Escocia, entre Glasgow, al oeste, y Edimburgo, al este.